# ورم داخل الظهارة

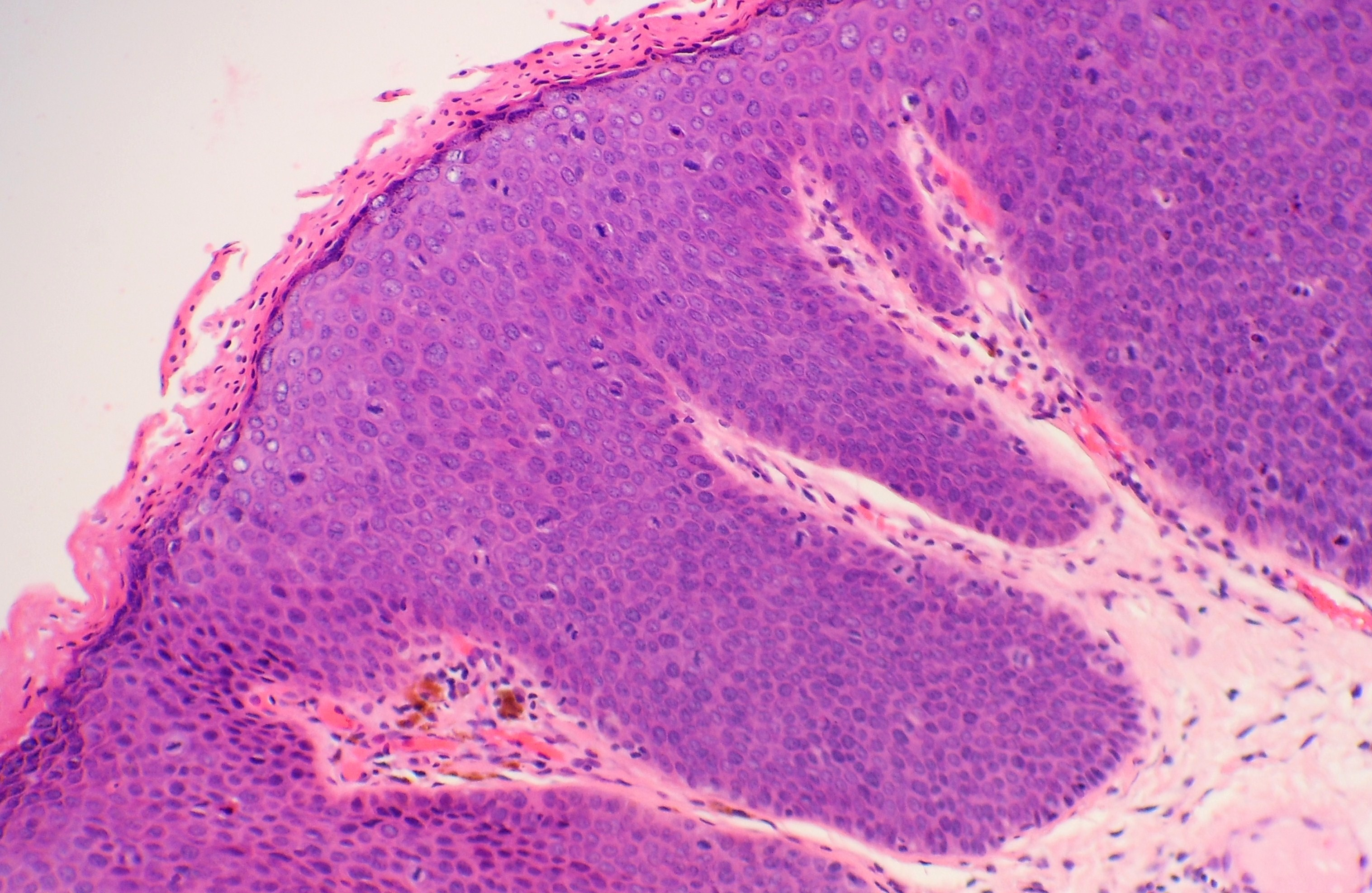

وَرم داخِلَ الظَّهارَة (بالإنجليزية: Intraepithelial neoplasia)‏ ويُدعى اختصاراً IEN، هو تَطور الأورام الحَميدة أو خلل التنسج عالي الدرجة في الظهارة. طوال عصر العلوم الطِبية كانَ مِن الصعب جداً وَضع خط فاصل (التَفرقة) بين خلل التنسج والأورام، والتي تختلف أيضاً من شخصٍ إلى آخر.
مُصطلح الوَرم داخِلَ الظَّهارَة يُستعمل بشكل دقيق لِوصف ما كان يُشار إليه قديماً باسم "خلل التنسج الظهاري"، ولا يُعتبر هذا الوَرم سرطاناً ولكنهُ يَرتبط بارتفاع خطر الإصابة بالسَرطان في المُستقبل، لذلك يتم اعتباره في بعض الأحيان حالة محتملة الخباثة.

## المواضع
| الموضع                         | الاختصار المُستعمل |
| ------------------------------ | ----------------- |
| ورم داخل ظهارة الشرج           | AIN               |
| ورم داخل ظهارة الجهاز الصفراوي | BILIN             |
| خلل التنسج العنقي              | CIN               |
| ورم داخل ظهارة البطانة الرحمية | EIN               |
| ورم داخل ظهارة الجهاز الهضمي   | GIN               |
| ورم داخل ظهارة القضيب          | PEIN              |
| ورم داخل ظهارة البروستاتة      | PIN               |
| خلل التنسج المهبلي             | VAIN              |
| ورم داخل ظهارة الفرج           | VIN               |